# ФК Монако
Фудбалски клуб Монако (фр. Association sportive de Monaco Football Club) професионални је фудбалски клуб из града-државе Монака који игра у француској лиги. Тренутно се такмичи у Првој лиги Француске, пошто се у сезони 2012/13. као првак Друге лиге пласирао у виши ранг.
Освојио је 8 титула првака Француске, 5 трофеја купа, 1 трофеј лига купа и 4 трофеја суперкупа Француске. Прво финале неког европског такмичења играо је 1992, када је у финалу купа победника купова поражен са 2:0 од бременског Вердера. Године 2004. играо је финале Лиге шампиона, где је поражен од португалског Порта са 3:0.

## Највећи успеси

### Национални
- Прва лига Француске
  - Првак (8) : 1960/61, 1962/63, 1977/78, 1981/82, 1987/88, 1996/97, 1999/00, 2016/17.
  - Другопласирани (7) : 1963/64, 1983/84, 1990/91, 1991/92, 2002/03, 2013/14, 2017/18.
- Друга лига Француске
  - Првак (1) : 2012/13.
- Куп Француске
  - Освајач (5) : 1959/60, 1962/63, 1979/80, 1984/85, 1990/91.
  - Финалиста (6) : 1973/74, 1983/84, 1988/89, 1991/92, 2009/10, 2020/21.
- Лига куп Француске
  - Освајач (1) : 2002/03.
  - Финалиста (4) : 1983/84, 2000/01, 2016/17, 2017/18.
- Суперкуп Француске
  - Освајач (4) : 1961, 1985, 1997, 2000.
  - Финалиста (4) : 1960, 2017, 2018, 2024.

### Међународни
- Лига шампиона
  - Финалиста (1) : 2003/04.
- Куп победника купова
  - Финалиста (1) : 1991/92.
- Куп Алпа
  - Освајач (3) : 1979, 1983, 1984.

## Тренутни састав
Од 25. марта 2020.
| Бр. |             | Позиција | Играч            |
| --- | ----------- | -------- | ---------------- |
| 1   | Хрватска    | Г        | Данијел Субашић  |
| 2   | Француска   | О        | Фоде Бало-Туре   |
| 3   | Чиле        | О        | Гиљермо Марипан  |
| 4   | Шпанија     | С        | Сеск Фабрегас    |
| 5   | Бразил      | О        | Жемерсон         |
| 6   | Француска   | С        | Тијемуе Бакајоко |
| 8   | Португалија | С        | Адријен Силва    |
| 9   | Француска   | Н        | Висам Бен Једер  |
| 10  | Црна Гора   | Н        | Стеван Јоветић   |
| 11  | Португалија | Н        | Желсон Мартинс   |
| 12  | Француска   | О        | Рубен Агиљар     |
| 13  | Француска   | Н        | Виљем Жебел      |
| 14  | Сенегал     | Н        | Кеита Балде      |
| 15  | Француска   | О        | Жан Марселен     |
| 15  | Португалија | С        | Адријен Силва    |

| Бр. |            | Позиција | Играч                |
| --- | ---------- | -------- | -------------------- |
| 16  | Швајцарска | Г        | Дијего Бенаљо        |
| 17  | Русија     | С        | Александар Головин   |
| 18  | Француска  | О        | Артюр Загре          |
| 20  | Пакистан   | Н        | Ислам Слимани        |
| 22  | Француска  | С        | Јусуф Фофана         |
| 23  | Италија    | Н        | Пјетро Пелегри       |
| 24  | Француска  | С        | Орелијен Чуамени     |
| 25  | Пољска     | О        | Камил Глик (капитен) |
| 26  | Бразил     | С        | Габријел Бошиља      |
| 28  | Бразил     | С        | Жорже                |
| 30  | Сенегал    | Г        | Сејду Си             |
| 32  | Француска  | О        | Бенуа Бадиашил       |
| 34  | Француска  | Н        | Муса Сила            |
| 39  | Њемачка    | С        | Бенџамин Хенрикс     |
| 40  | Француска  | Г        | Бенжамен Леконт      |

### Играчи на позајмици
| Бр. |             | Позиција | Играч                     |
| --- | ----------- | -------- | ------------------------- |
|     | Француска   | О        | Жорди Гаспар (Серкл Бриж) |
|     | Француска   | О        | Џибрил Сидибе (Евертон)   |
|     | Португалија | С        | Жил Дијаш (Гранада)       |
|     | Мароко      | С        | Јусеф Аит Бенасер (Бордо) |

| Бр. |           | Позиција | Играч                       |
| --- | --------- | -------- | --------------------------- |
|     | Француска | О        | Жулијен Серано (Серкл Бриж) |
|     | Француска | О        | Кевин Н'Дорам (Мец)         |
|     | Нигерија  | С        | Анри Оньекуру (Галатасарај) |
|     | Енглеска  | О        | Джонатан Панзо (Серкл Бриж) |